# Ängsö landskommun
Ängsö landskommun var en kommun i Västmanlands län.

## Administrativ historik
Kommunen bildades 1863 i Ängsö socken i Yttertjurbo härad i Västmanland.
Vid kommunreformen 1952 inkorporerades kommunen i Kungsåra landskommun.